# Contea di Pope (Arkansas)
La contea di Pope, in inglese Pope County, è una contea dello Stato dell'Arkansas, negli Stati Uniti. La popolazione al censimento del 2000 era di 54 469 abitanti. Il capoluogo di contea è Russellville.

## Storia
La contea di Pope fu costituita nel 1829.